# Occupazioni romane (I - II secolo d.C.)
Delle varie occupazioni e dei mestieri esercitati dai romani, le fonti del I e II secolo testimoniano la grande varietà riguardante uomini di ogni condizione, ad esclusione delle donne che svolgevano, quelle di più umile condizione, il ruolo assegnato loro dalla tradizione soprattutto nella cura della casa e dei famigliari.

## Le donne senza professione

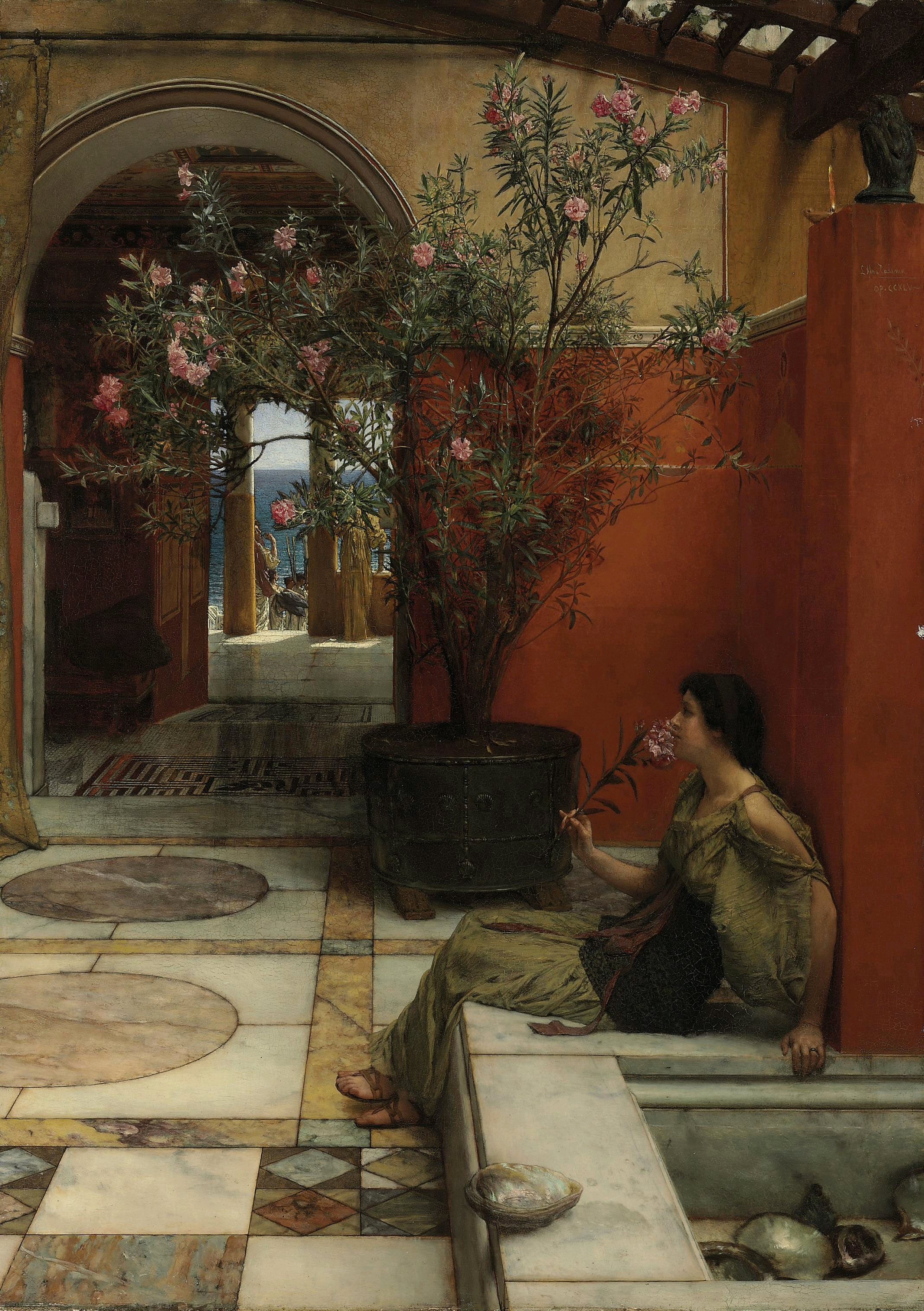
Le nobili e ricche matrone romane, servite da stuoli di servi, non avevano alcun impegno domestico ed erano completamente libere di disporre del loro tempo, da un dipinto di Lawrence Alma-Tadema (1882).

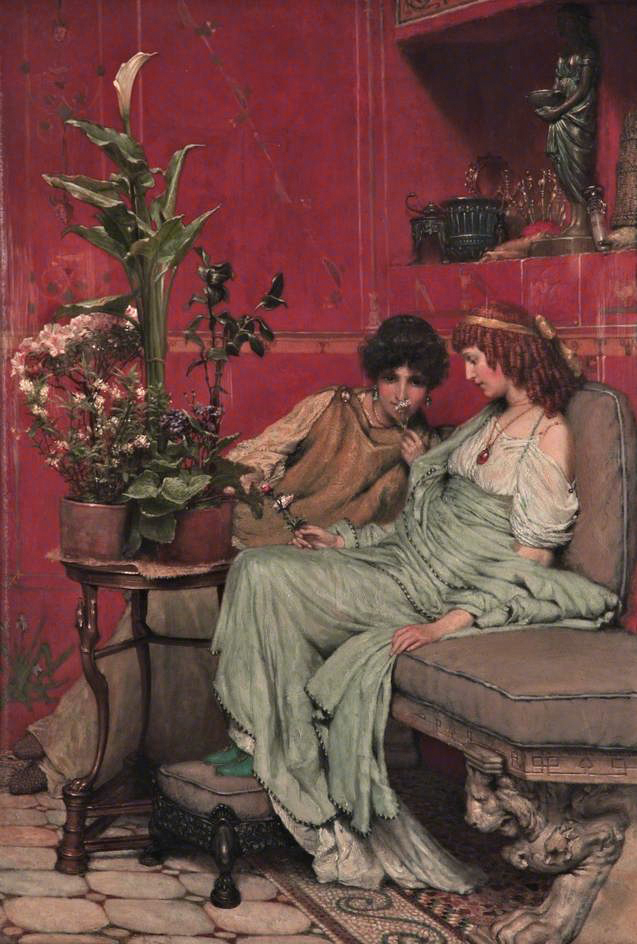
Nobili romane si confidano tra loro, da un dipinto di Lawrence Alma-Tadema (1869).

Nella Roma dell'imperatore Traiano infatti la parte femminile della popolazione romana antica sembra non espletasse alcuna particolare occupazione fuori di casa; quelle di modeste condizioni si dedicavano alle faccende all'interno delle mura domestiche da dove uscivano per andare alla fontana pubblica per attingere acqua o all'immondezzaio per gettarvi la spazzatura oppure per recarsi alle terme a loro riservate.
Le nobili e ricche matrone romane, servite da stuoli di servi, non avevano alcun impegno domestico ed erano completamente libere di disporre del loro tempo andando alle terme, a passeggiare o in visita alle amiche.
Le donne romane che cercavano di rendersi pari agli uomini nelle lettere, nella filosofia, nelle scienze o nel diritto consideravano umiliante esercitare quei mestieri a cui si dedicavano gli uomini: l'epigrafia urbana del periodo imperiale testimonia che esse tutt'al più esercitano quei lavori in cui l'uomo è meno adatto, come la pettinatrice (tonstrix, ornatrix), la levatrice (obstetrix), la balia (nutrix).
Esse, nonostante gli sforzi degli imperatori (come Claudio per l'armamento di navi e Traiano per la panificazione) cerchino di farle entrare nelle corporazioni, ne risultano invece sempre assenti.
Quando le ricche matrone cedettero agli inviti di Claudio, che in cambio concedeva loro lo ius trium liberorum, di finanziare l'armamento di nuove navi lo fecero sempre servendosi di prestanomi.
Non erano certo le donne che richiedevano l'assistenza dell'annona pubblica ma sempre i loro mariti ed esse nei dipinti di Ercolano e Pompei sono raffigurate sempre libere da ogni occupazione, che passeggiano a mani vuote, talora accompagnate da un fanciullo, nelle piazze piene di bancarelle e botteghe dove prevale la presenza degli uomini intenti a fare compere o ai loro lavori.
Molto diversa la vita per gli uomini di ogni condizione: alzatisi quasi all'alba si affrettavano, specie se avevano un lavoro, a recarsi presso le loro corporazioni, al foro o al Senato già aperti di prima mattina.

## I clientes
Una particolare occupazione che contribuiva alla formazione del reddito era quella della condizione di cliens (pl. clientes) non collegata a una particolare classe sociale.
Gli antichi romani, dal liberto al gran signore, si sentivano tutti vincolati da un obbligo di rispetto (obsequium) nei confronti di quanti erano più potenti di loro. Il liberto nei confronti di chi lo aveva liberato (il patronus) e da cui continuava a dipendere, il parassita nei confronti del signore che (in quanto patronus) aveva l'obbligo di accogliere in casa questi postulanti (i clientes, appunto), di soccorrerli in caso di necessità e qualche volta di invitarli a pranzo. Periodicamente i clientes ricevevano anche un rifornimento di vettovaglie che si portavano via nelle loro sportulae (borse), oppure delle somme in denaro quando andavano a visitare il loro protettore.
Ai tempi di Traiano quest'uso era tanto diffuso che si era stabilita per ogni famiglia signorile una tariffa, la sportularia, corrispondente a sei sesterzi per persona.
Spesso la sportula era una risorsa per sopravvivere: avvocati senza cause, insegnanti senza alunni, artisti senza commissioni si presentavano alla porta del patronus per la sopravvivenza quotidiana.
Anche quelli che avevano un mestiere aggiungevano la piccola entrata della sportula al loro reddito e prima di andare al lavoro, ancor prima che facesse giorno, si mettevano in fila per la sportula.
L'importanza di un potente era commisurata alla clientela che rumorosamente lo svegliava ogni mattina per la salutatio matutina.
Il dominus avrebbe perso in reputazione se non avesse ascoltato le lagnanze o le richieste di aiuto e non avesse risposto ai saluti della folla che lo attendeva dall'alba. Una rigida procedura regolava questo rito quotidiano della clientela. Il cliens poteva anche raggiungere la casa del patronus a piedi piuttosto che in lettiga ma, obbligatoriamente, doveva indossare la toga e non azzardarsi a chiamarlo confidenzialmente per nome: al magnate ci si rivolgeva sempre chiamandolo dominus, pena il ritorno a casa a mani vuote.
L'obbligo della toga, indumento di una certa importanza e quindi costoso, costituiva una difficoltà per molti: accadeva allora che fosse lo stesso patronus a donarla in particolari e speciali occasioni assieme alla cinque o sei libbre d'argento corrisposte ogni anno.
Il turno per ricevere l'elargizione non veniva stabilito in base all'ordine di arrivo ma in base all'importanza sociale, per cui i pretori sopravanzavano i tribuni, i cavalieri i liberi e questi a loro volta i liberti.
Le donne non partecipavano a questa assistenza quotidiana né come patrone né come clienti, salvo il caso di vedove che chiedevano per sé quanto il patronus aveva fatto per il cliente ormai defunto oppure quando il cliente si portava dietro a piedi o in lettiga le mogli malridotte e presumibilmente malate per indurre il signore a più generose donazioni.

## I redditieri
Ma ben più importante per la quantità di risorse messe a disposizione rispetto a questi donativi privati era l'assistenza pubblica che lo stato romano forniva indistintamente ai 150000 proletari: questi disoccupati a vita che avevano il diritto sino alla loro morte di ricevere dall'annona dell'Urbe, un dato giorno di un dato mese, quanto era loro necessario per sopravvivere.
Si può dire come sostiene il Rostovtzeff che anche questi vivessero di rendita come i grandi proprietari terrieri delle province la cui ricchezza dava loro il diritto di sedere nella Curia con l'obbligo del soggiorno a Roma.
Così anche di rendita vivevano gli scribi addetti ai magistrati che ricoprivano una funzione che era stata acquistata con il denaro, gli amministratori e chi aveva investito capitali nelle opere degli appaltatori, i funzionari che trasmettevano alla periferia i comandi del potere centrale che li retribuiva attingendo al fisco.
Roma però era un centro economico così vasto che non avrebbe potuto reggersi su una pura politica di assistenza e rendita  senza una vera attività di lavoro e produzione.
Roma, centro di attività commerciali internazionali terrestri e marittime e polo di consumo della migliore produzione manifatturiera, doveva necessariamente organizzare e dirigere questo sfruttamento incessante.

## I mercanti

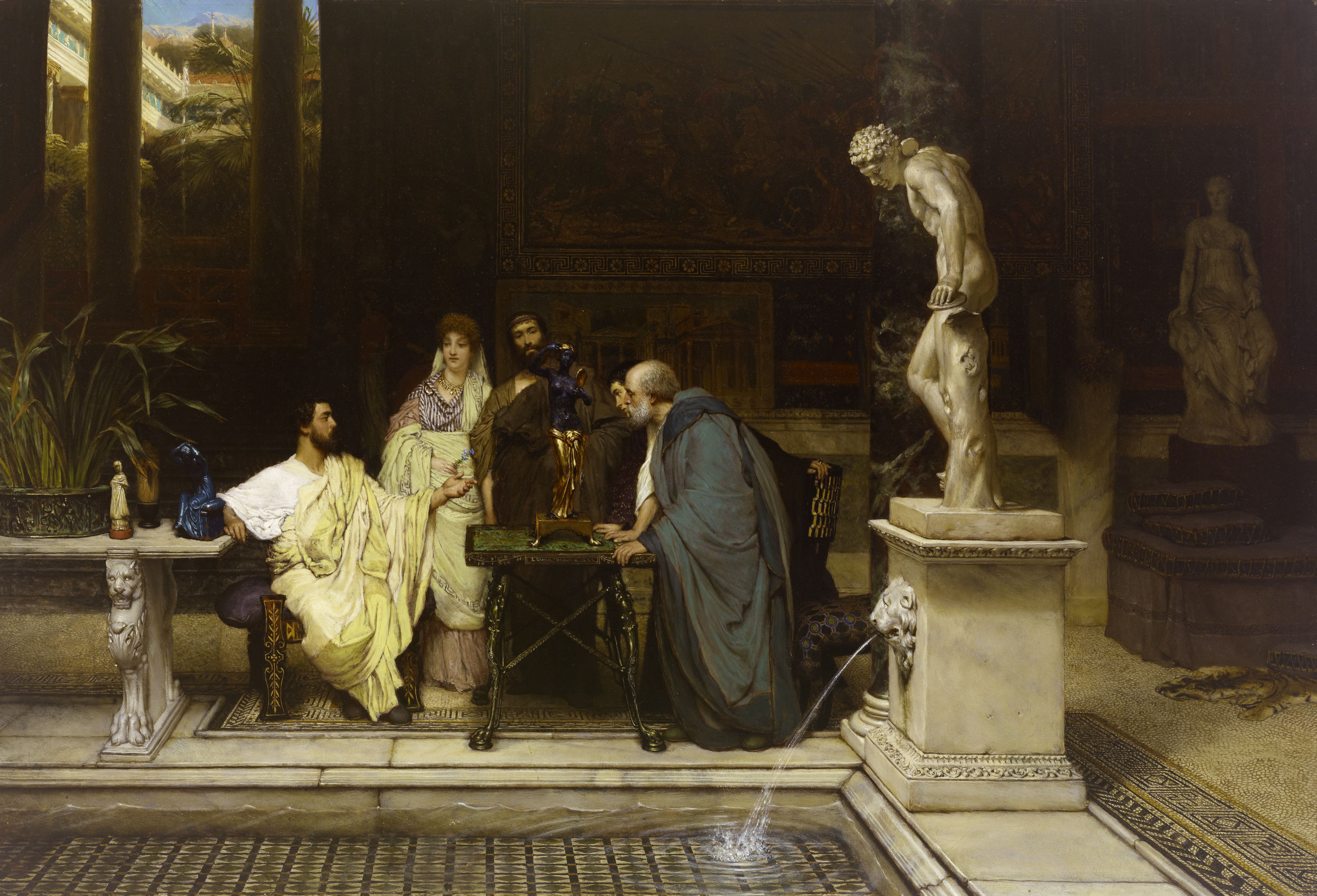
Un mercante d'arte, da un dipinto di Lawrence Alma-Tadema (1870).

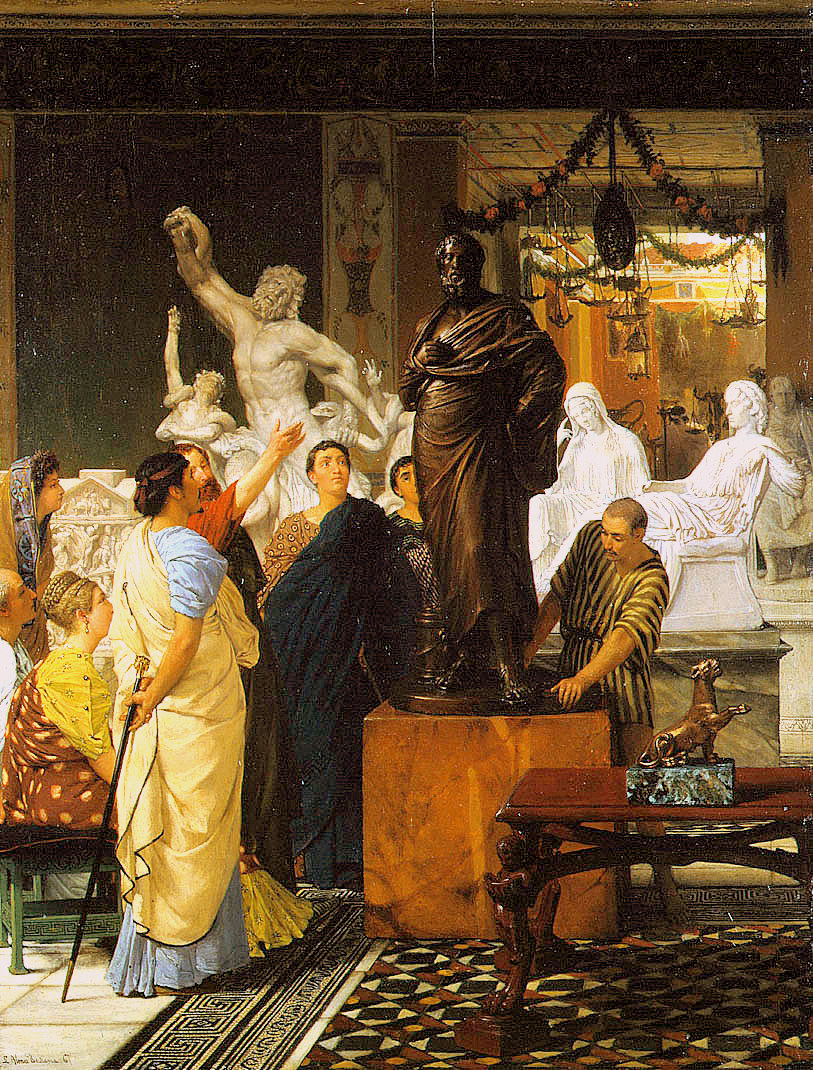
Un mercante d'arte in una galleria di statue, da un dipinto di Lawrence Alma-Tadema (1874).

Quale intensa attività produttiva si svolgesse nella Roma del II secolo è attestato dagli scavi archeologici in Ostia, nel piazzale delle Corporazioni con al centro un tempio dedicato a Annona Augusta come a dire la divinizzazione del vettovagliamento imperiale.
Sul lato più interno dei portici a due navate che circondavano il piazzale, fra le colonne furono ricavati 16 piccoli ambienti sulla cui soglia sono dei mosaici che raffigurano simbolicamente le diverse corporazioni di mestiere: ci sono i calafati, i cordai, i pellicciai, i mercanti di legname, i pesatori e gli armatori distinti a seconda della città da cui provenivano: di Alessandria, della Sardegna, della Gallia, dell'Africa del Nord, dell'Asia. Il tutto dà l'idea allo spettatore, pur con quelle ingenue e modeste raffigurazioni, dell'enorme vastità di economie vicine e lontane al servizio del benessere di Roma.
Nell'Urbe si estendevano per ettari di superficie gli horrea, magazzini di varie merci, di solito affiancati dalle tabernae dei mercanti all'ingrosso da cui si diramavano una fitta rete di lavoratori: dai negozianti al minuto, dai manovali necessari per la manutenzione degli edifici dei magazzini, ai laboratori degli artigiani che lavoravano e raffinavano le materie prime prima che fossero vendute
Per capire come, pur in assenza di vere e proprie attività produttive, Roma tuttavia esplicasse un'intensissima attività economica legata agli scambi commerciali basterebbe considerare che è stata calcolata nell'Urbe la presenza di ben 150 corporazioni dove sono iscritti grossisti di grano, vino, olio (magnarii), armatori di intere flotte di navi (domini navium) che si avvalgono del lavoro di ingegneri (fabri navales) o riparatori navali (curatores navium) che testimoniano di un ampio giro d'affari dove collaborano patrizi e plebei, padroni capitalisti e salariati.

### Mercanti e produttori

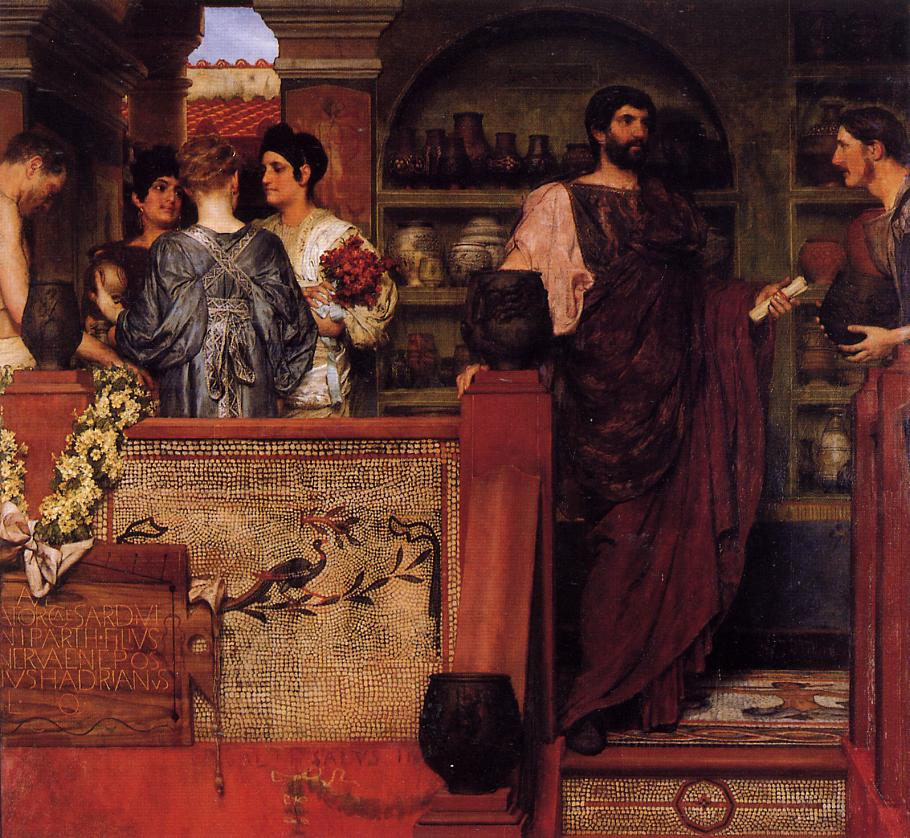
L'imperatore Adriano fa visita ad un laboratorio di ceramica sigillata della provincia di Britannia, da un dipinto di Lawrence Alma-Tadema (1884).

Per quanto riguarda le merci alimentari nella Roma imperiale possono distinguersi due categorie commerciali: quella dei venditori al minuto come i mercanti di frutta (fructuarii) e quelli che vendono la loro merce dopo averla essi stessi prodotta o trasformata come ad esempio gli olitores che erano assieme ortolani e venditori di legumi o come i fornai che nello stesso tempo esercitavano il mestiere di mugnai.
Per il commercio di beni di lusso vi era sempre presente nelle merci vendute una qualche elaborazione artigianale così i profumieri, artefici loro stessi delle misture poste in vendita, gli orafi che producevano i loro monili, i mercanti di perle o di oggetti d'avorio, opera di abili artigiani che sapevano scolpire le zanne che gli arrivavano dall'Africa
Questa connessione di vendita e fabbricazione era poi inscindibile in tutte quelle merci che riguardavano l'abbigliamento come quelle prodotte dai sarti (vestiarii) o dai calzolai (sutores).

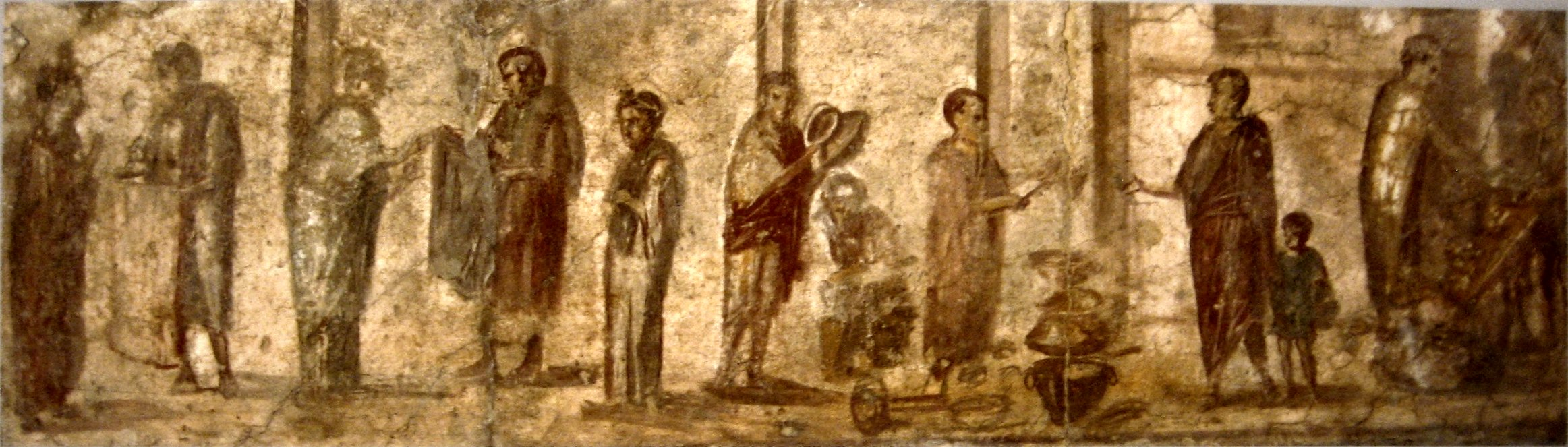
Museo Archeologico Nazionale di Napoli (inv. nr. 9062). Da Pompeii, Praedia di Iulia Felix - L'affresco mostra scene varie di vita sul Foro di Pompei, qui dei venditori di tessuti e di pentolame in bronzo.

## Manovali

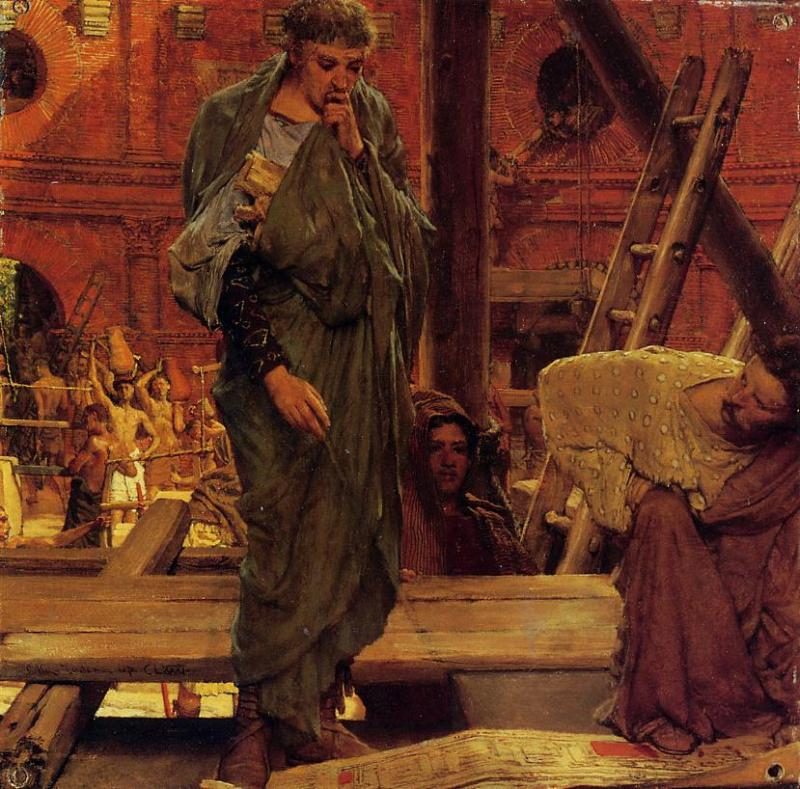
Un architetto e sullo sfondo alcuni muratori (structores), alle prese con la costruzione di un edificio romano, da un dipinto di Lawrence Alma-Tadema (1877).

Innumerevoli poi le corporazioni che possono essere divise in due categorie: 
- quelle che producevano quanto vendevano come ad esempio i pellicciai (pelliones), i falegnami e gli ebanisti (citrarii) e
- quelle che fornivano alle prime la manodopera: a queste ultime appartenevano 
- le corporazioni dell'edilizia come ad esempio quelle dei muratori (structores) e dei carpentieri (fabri tignari),
- le corporazioni di chi assicurava i trasporti per terra per es. i mulattieri (muliones) e quelle per i trasporti per via d'acqua come ad esempio i battellieri (lenuncularii) e infine
- quelle che avevano il compito di assicurare la manutenzione e la sorveglianza degli horrea, i magazzini.

Nella Roma imperiale non vi erano quartieri operai o zone industriali. Gli operai vivevano sparsi nella varie zone della città dove  si sarebbero potuto trovare mescolati magazzini e botteghe, laboratori artigiani e case.
Organizzati nelle corporazioni i lavoratori romani, regolati dalle leggi di Augusto e dei suoi successori, seguivano regole vincolanti per tutti coloro che esercitavano lo stesso mestiere.
Oltreché regolato  dalle ore d'illuminazione la durata del lavoro non superava le otto ore fatta eccezione per quelli la cui attività era legata, come per il barbiere e il bettoliere, al tempo libero dei loro clienti. Da numerosi indizi si può dedurre che la maggioranza dei lavoratori romani cessava di lavorare  alla sesta o settima ora nel periodo estivo, certamente tra la sesta e settima ora in inverno:
Sexta quies lassis, septima finis erit»